# Bobrzany
Bobrzany (prononciation : [bɔˈbʐanɨ]) est un village polonais de la gmina de Małomice dans le powiat de Żagań de la voïvodie de Lubusz dans l'ouest de la Pologne.
Il se situe à environ 4 kilomètres au nord de Małomice (siège de la gmina), 12 kilomètres à l'est de Żagań (siège du powiat) et 40 kilomètres au sud de Zielona Góra (siège de la diétine régionale).

## Histoire
Le nom allemand du village était Girbigsdorf. De 1742 à 1945, Girbigsdorf fait partie de l'arrondissement de Sprottau dans le district de Liegnitz au sein de la province de Silésie.
Après la Seconde Guerre mondiale, avec les conséquences de la Conférence de Potsdam et la mise en œuvre de la ligne Oder-Neisse, le village est intégré à la République populaire de Pologne. La population d'origine allemande est expulsée et remplacée par des polonais.
De 1975 à 1998, le village appartenait administrativement à la voïvodie de Zielona Góra.

Depuis 1999, il appartient administrativement à la voïvodie de Lubusz.